# Goniastrea pectinata
Goniastrea pectinata is een rifkoralensoort uit de familie van de Merulinidae. De wetenschappelijke naam van de soort is voor het eerst geldig gepubliceerd in 1834 door Ehrenberg.